# Mohamed Shawky Ali Sallam
Mohamed Shawky Ali Sallam, - em árabe, محمد شوقي‎‎ (Port Said, 15 de outubro de 1981) - mais conhecido como Mohamed Shawky é um futebolista egípcio que atuava como meia.

## Carreira
Shawky representou o elenco da Seleção Egípcia de Futebol no Campeonato Africano das Nações de 2008.

## Títulos
Seleção Egípcia
- Campeonato Africano das Nações: 2006 e 2008.